# Разбышевка (Гадячский район)

Разбышевка (укр. Розбишівка) — село,
Разбышевский сельский совет,
Гадячский район,
Полтавская область,
Украина.
Код КОАТУУ — 5320485901. Население по переписи 2001 года составляло 1352 человека.
Является административным центром Розбишевского сельского совета, в который, кроме того, входят сёла
Весёлое и
Крамарщина.

## Географическое положение
Село Разбышевка находится на берегу реки Хорол,
выше по течению примыкает село Лучка (Липоводолинский район),
ниже по течению на расстоянии в 0,5 км расположено село Весёлое.
Река в этом месте извилистая, образует лиманы, старицы и заболоченные озёра.

## История
- 1625 — дата основания.

## Экономика
- ООО «ВикторияАгро».

## Объекты социальной сферы
- Детский сад «Перлинка».
- Школа.